# Dibrivka, Tetiiv
Dibrivka (în ucraineană Дібрівка) este localitatea de reședință a comunei Dibrivka din raionul Tetiiv, regiunea Kiev, Ucraina.

## Demografie
Componența lingvistică a localității Dibrivka
     Ucraineană (98,89%)
     Alte limbi (1,11%)
Conform recensământului din 2001, majoritatea populației localității Dibrivka era vorbitoare de ucraineană (98,89%), existând în minoritate și vorbitori de alte limbi.